# Grabow-Below
Pour les articles homonymes, voir Grabow (homonymie) et Below.
Grabow-Below est une ancienne commune d'Allemagne située dans l'arrondissement du Plateau des lacs mecklembourgeois, dans le Land de Mecklembourg-Poméranie-Occidentale.

## Géographie
Grabow-Below se situe dans la région du plateau des lacs mecklembourgeois (Mecklenburgische Seenplatte), à la frontière avec le Land de Brandebourg.

## Histoire
La commune fut mentionnée pour la première fois dans un document officiel en 1344.

## À voir
- L'église de style néogothique du XIXe siècle.
- Le musée et mémorial des "marches de la mort", à la mémoire des victimes du nazisme. En 1945, entre 700 et 800 prisonniers de camps de concentration morts dans les environs de Grabow-Below durant ces marches forcées furent ensevelis à la hâte dans une forêt proche.